# ペンテトレオチド
ペンテトレオチド（Pentetreotide）は[DTPA-D-Phe1]オクトレオチドとも呼ばれる化合物であり、ソマトスタチン模倣オクタペプチドであるオクトレオチド（D-Phe-cyclo[Cys-Tyr-D-Trp-Lys-Thr-Cys]-Thr(ol)）とキレート剤であるペンテト酸（ジエチレントリアミン5酢酸）が結合した診断薬である。111Inを担持した状態で神経内分泌細胞（NET）の局在診断（原発部位、転移巣の特定）に用いられる。日本では医療上の必要性の高い未承認薬・適応外薬検討会議で開発が要請され、2015年9月に承認された。米国では廃止されている。
111In-ペンテトレオチド（商品名オクトレオスキャン）はソマトスタチン受容体を発現している原発性および転移性の神経内分泌腫瘍、主として成長ホルモン分泌性下垂体腫瘍、内分泌膵癌、カルチノイド、その他のアミン前駆体取り込みおよび脱炭酸（APUD）特性を有する腫瘍（傍神経節腫、甲状腺髄様癌、一部の褐色細胞腫、小細胞肺癌）や神経芽細胞腫、脳腫瘍（髄膜腫および神経膠腫瘍、特に星状細胞腫）、メルケル細胞腫瘍、リンパ腫、ならびに一部の乳癌の診断に使われる。